# Onze-Lieve-Vrouwekapel ('s-Gravenvoeren)

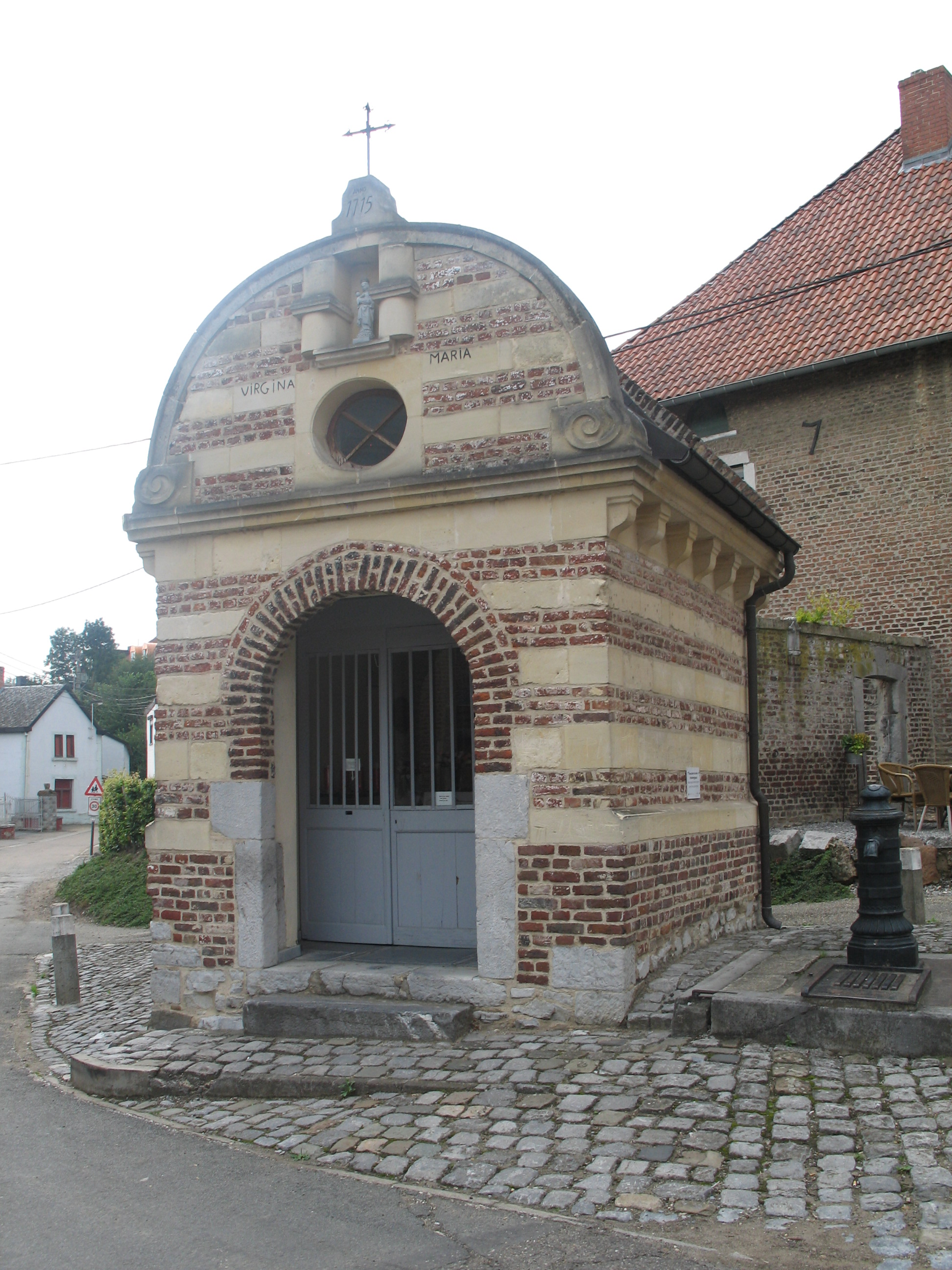
Onze-Lieve-Vrouwekapel

De Onze-Lieve-Vrouwekapel is een betreedbare kapel, gelegen aan de Kinkenberg te 's-Gravenvoeren in de Belgische provincie Limburg.
De kapel werd in 1715 gebouwd in opdracht van Henri Delvaux, welke de bewoner was van het huis Het Wit Kruis aan Kinkenberg 5.
Het merkwaardig kapelletje is gebouwd in een min of meer naïeve barokstijl, in baksteen met mergelstenen speklagen. De kapel wordt betreden door een rondbogige toegangsdeur. De topgevel is eveneens rondbogig. Ze bevat een nisje met Mariabeeld en de tekst: Virgina Maria (Maagd Maria).
Hoewel de kapel als monument beschermd werd, was ze verwaarloosd en verkeerde in slechte staat. Dit werd nog verergerd door de aanrijding met een vrachtauto, waardoor een scheur in de muur ontstond. De kapel werd echter omstreeks 2010 geheel gerestaureerd.